# Guno Castelen
Guno Henry George Castelen (Paramaribo, 28 september 1962) is een Surinaams politicus.

## Biografie
Castelen was directeur van de Dienst Havenbeheer toen hij in 1998 door de toenmalig minister Dick de Bie van Transport, Communicatie en Toerisme (TCT) op staande voet ontslagen werd. Hierop werd gespeculeerd dat dit verband zou houden met een toespraak over de vakbeweging in een globaliserende wereld die Castelen kort daarvoor had gehouden als kaderlid van de Surinaamse Partij van de Arbeid (SPA). De politicus Atta Mungra gaf aan dat achter het ontslag ook zou kunnen zitten dat de zakenman Dilip Sardjoe zijn invloed zou hebben gebruikt om Guno Castelen weg te krijgen bij Havenbeheer. Sardjoe ontkende echter dergelijke beschuldigingen.
Nadat het kabinet onder leiding van Jules Wijdenbosch in 2000 gevallen was, volgde vervroegde verkiezingen waarbij de SPA als onderdeel van het Nieuw Front (NF) 3 zetels behaalde en na 4 jaar terugkwam in de regering. Gedurende de tweede ambtstermijn van President Ronald Venetiaan (2000-2005) was Castelen minister van TCT. Tijdens dat ministerschap werd John Defares (SPA), voorganger van De Bie, benoemd tot directeur van de N.V. Havenbeheer. Ook andere belangrijke posten binnen die organisatie kwamen terecht bij SPA-leden.
Na de dood van Fred Derby in mei 2001 werd Siegfried Gilds de voorzitter van SPA. Bij de verkiezingen van 2005 stond Castelen op de vierde plaats op de NF-kandidatenlijst voor Paramaribo. Normaalgezien zijn de eerste vier plaatsen op die lijst gereserveerd voor de voorzitters van aan het NF deelnemende partijen. Aangezien Gilds niet in Paramaribo woont, kwam die eer toe aan Castelen. Bij deze verkiezingen was hij aanvankelijk de enige SPA-er die gekozen werd. Toen Ronald Venetiaan (NPS) en Ramdien Sardjoe (VHP) respectievelijk president en vicepresident van Suriname werden moesten zij hun plaats in het parlement opgeven. Hierdoor schoven de nummer 9 en 10 op de kandidatenlijst van het NF in het district Paramaribo, Socila Angoelal (SPA) en Adiel Kallan (NPS), 2 plaatsen naar boven en kwamen zo alsnog in De Nationale Assemblée (DNA).
Na de verkiezingen van 2005 ging het aantal SPA-ministerposten van 3 terug naar 2 waarbij het ministerie van TCT aan de A Combinatie werd toegewezen. Guno Castelen was van 2005 tot 2010 parlementslid. Sinds september 2009 is hij tevens de voorzitter van SPA (stand 2020). Hij was in 2020 lijsttrekker in Paramaribo maar verwierf geen zetel.